# Cornelis Cort

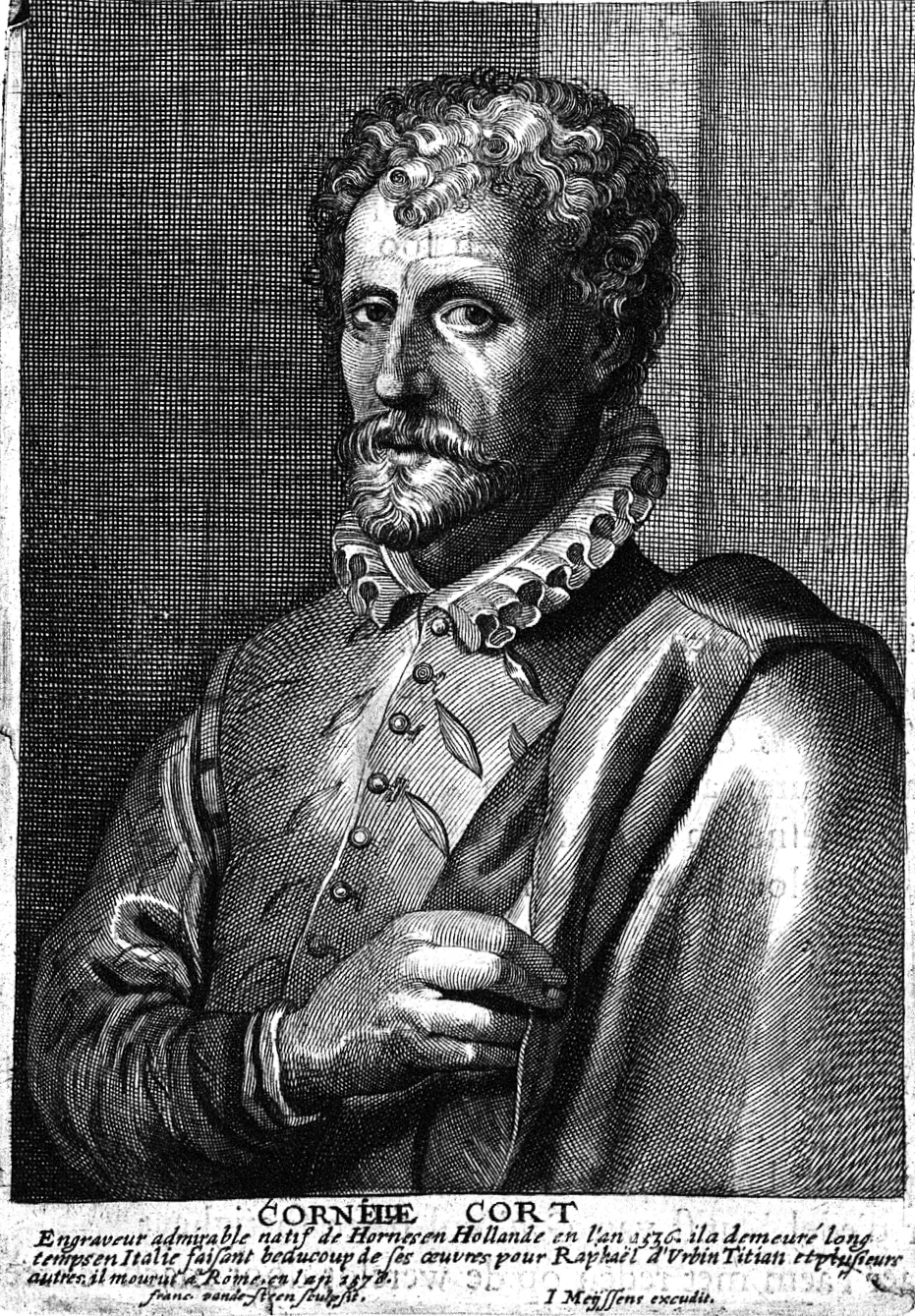
Cornelis Cort i Het Gulden Cabinet van de Edel Vry Schilderconst

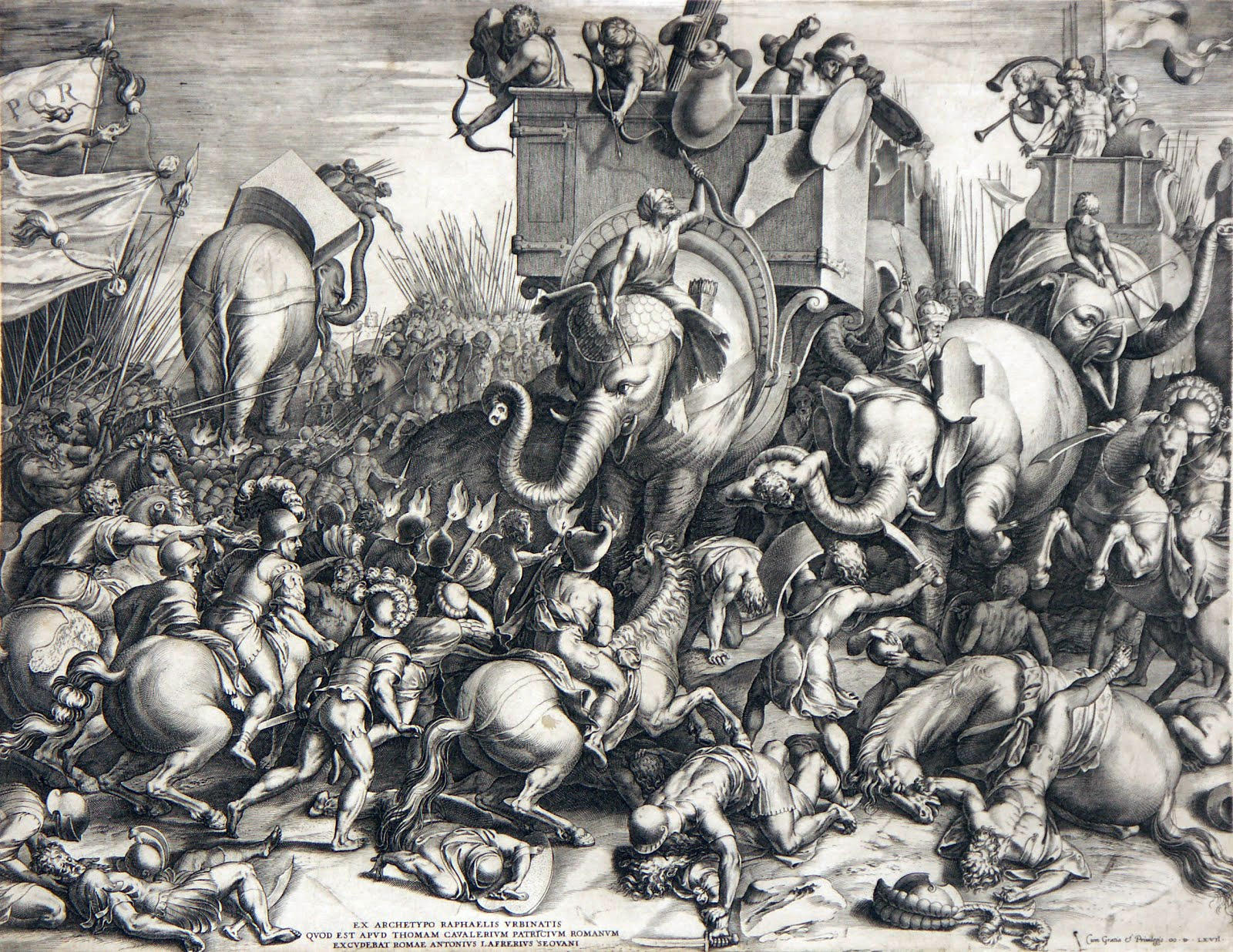
Slaget vid Zama, kopparstick av Cornelis Cort

Cornelis Cort, född 1533 i Hoorn, död 17 mars 1598 i Rom, var en holländsk kopparstickare.
Cort kan ha varit lärjunge till Hieronymus Cock och började sin verksamhet i sitt fädernesland. Cock publicerade Corts första kända verk i Antwerpen runt 1553. 
Cort flyttade sedermera till Venedig, där han en längre tid sysselsattes av Tizian, och begav sig därefter till Rom, där han graverade efter de romerske mästarnas arbeten och grundade en kopparstickarskola. Sina sista 12 år i livet tillbringade han i den Italienska huvudstaden och fick smeknamnet Cornelio Fiammingo.
Cort var den förste, som insåg, att de olika strecklagens anordning har en mycket stor betydelse. Därigenom förde han kopparstickarkonstens teknik ett gott stycke framåt, och hans skola var länge den härskande både i Nederländerna och i Italien. Cort är representerad vid bland annat Göteborgs konstmuseum.